# Lothar von Lyncker (General, 1817)
Friedrich Wilhelm August Heinrich Lothar Freiherr von Lyncker (* 27. März 1817 in Vorbriegen; † 30. Juni 1898 in Wernigerode) war ein preußischer Generalmajor.

## Leben

### Herkunft
Lothar war ein Sohn des preußischen Rittmeisters Friedrich von Lyncker (1773–1852) und dessen zweiter Ehefrau Henriette, geborene Skrbensky (1784–1869).

### Militärkarriere
Lyncker absolvierte das Gymnasium in Ratibor und trat am 18. Juli 1834 als Musketier in das 22. Infanterie-Regiment der Preußischen Armee ein. Bis Mitte Februar 1836 avancierte er zum Sekondeleutnant und war 1843 zum Lehr-Infanterie-Bataillon sowie 1844/47 als Lehrer an die Divisionsschule der 12. Division kommandiert. 1848 nahm Lyncker während der Niederschlagung des Polnischen Aufstandes in der Provinz Posen am Gefecht bei Raczkow teil. Ab 1850 war er mehrfach als Kompanieführer zum 22. Landwehr-Regiment kommandiert, stieg Ende Januar 1851 zum Premierleutnant auf und wurde nach der Beförderung zum Hauptmann 1857 Kompaniechef in seinem Stammregiment. In dieser Eigenschaft wurde Lyncker am 1. Juli 1860 in das neu aufgestellte 3. Oberschlesische Infanterie-Regiment Nr. 62 versetzt. Am 17. März 1863 erfolgte unter Beförderung zum Major seine Rückversetzung in das 1. Oberschlesische Infanterie-Regiment Nr. 22 und Ende September 1863 wurde er Kommandeur des Füsilier-Bataillons. Mit diesem Bataillon war Lyncker 1863/64 anlässlich des Januaraufstandes zur Sicherung der polnischen Grenze eingesetzt. 1866 führte er es im Krieg gegen Österreich bei der Einschließung von Josefstadt und in der Schlacht bei Königgrätz. Für sein Wirken erhielt Lyncker den Roten Adlerorden IV. Klasse mit Schwertern. Ende Dezember 1866 wurde er mit Patent vom 30. Oktober 1866 zum Oberstleutnant befördert. Lyncker avancierte Mitte Juni 1869 zum Oberst und wurde am 21. Oktober 1869 als Kommandeur des Ostfriesischen Infanterie-Regiments Nr. 78 nach Emden versetzt.
Im Krieg gegen Frankreich wurde Lyncker in der Schlacht bei Vionville schwer verwundet. Nach seiner Gesundung führte er seinen Verband im Januar 1871 in der Schlacht bei Le Mans. Neben beiden Klassen des Eisernen Kreuzes erhielt er das Ehrenkomtur des Oldenburgischen Haus- und Verdienstordens des Herzogs Peter Friedrich Ludwig mit Schwertern. Nach dem Friedensschluss verblieb Lyncker mit seinem Regiment bei der Okkupationsarmee in Frankreich. Er wurde am 21. April 1873 mit seiner Regimentsuniform zu den Offizieren von der Armee versetzt und zum Kommandanten von Nancy ernannt. Als solcher erhielt er Ende Mai 1873 den Rang und die Gebührnisse eine Brigadekommandeurs. Mit Beendigung der Besetzung wurde er am 22. Juli 1873 von seiner Stellung entbunden, Anfang September 1873 zum Generalmajor befördert und am 8. November 1873 zur Vertretung des Kommandeurs der 38. Infanterie-Brigade nach Hannover kommandiert. Kurzzeitig war Lyncker vom 4. Dezember 1873 bis zum 11. Februar 1874 Kommandeur dieser Brigade, bis man ihn anschließend mit Pension zur Disposition stellte.
Anlässlich des 25. Jahrestages der Schlacht von Vionville würdigte ihn Kaiser Wilhelm II. am 16. August 1895 durch die Verleihung des Roten Adlerordens II. Klasse mit Eichenlaub und Schwertern am Ringe.

### Familie
Lyncker hatte sich am 7. Oktober 1843 mit Hedwig von Beulwitz (1823–1905) verheiratet. Aus der Ehe gingen folgende Kinder hervor:
- Albrecht (1844–1907), preußischer Oberstleutnant

⚭ Gertrud Freiin von Lyncker (1849–1888), seine Cousine
⚭ Elisabeth Schneider
- Friedrich (* 1845), preußischer Leutnant
- Agnes (* 1846) ⚭ Bruno von Dobbeler († 1889), preußischer Major
- Feodor (* 1851)